# Lac d'Espingo
Le lac d'Espingo est un lac naturel des Pyrénées françaises sur la commune d'Oô proche de Bagnères-de-Luchon dans la Haute-Garonne (région Occitanie).

## Géographie
Le lac d'Espingo est un lac naturel de montagne, situé dans la Haute-Garonne (massif Pyrénéen), à une altitude de 1882 m et une superficie de 7,6 ha. Il se situe entre le lac d'Oô et le lac du Portillon, dans la haute vallée d'Oô. Il reçoit les eaux du lac Saussat 500 mètres au sud-est.
Le refuge d'Espingo, gardé en été se trouve au-dessus du lac au sud-est, près du col d'Espingo (1967 m).
Le lac d'Espingo se trouve sur l'estive de Oô sur une surface d'environ 1800 hectares pour les ovins et 700 hectares pour les bovins ; l'estive est située sur la commune de Oô.

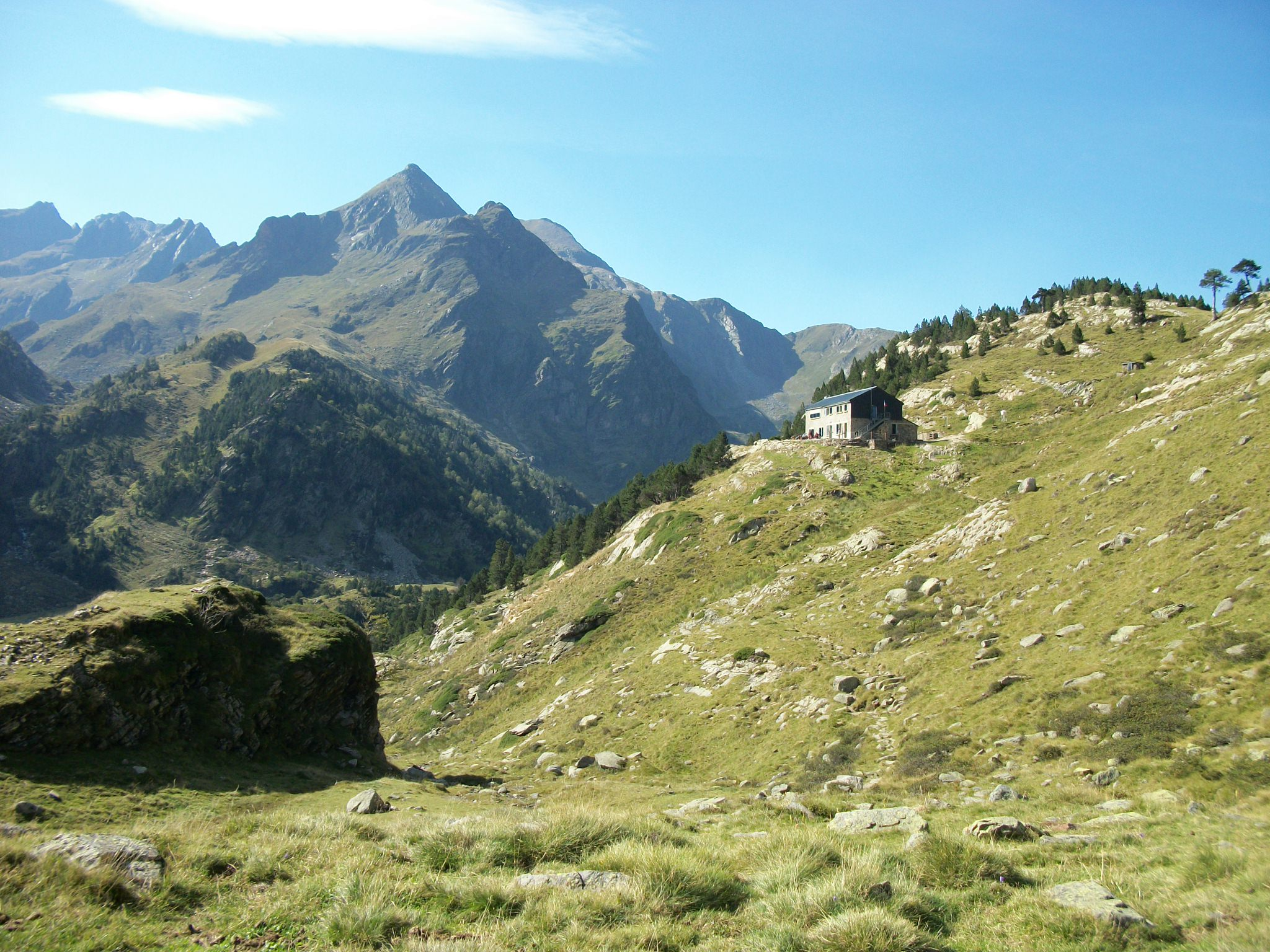
Le refuge d'Espingo près du lac.
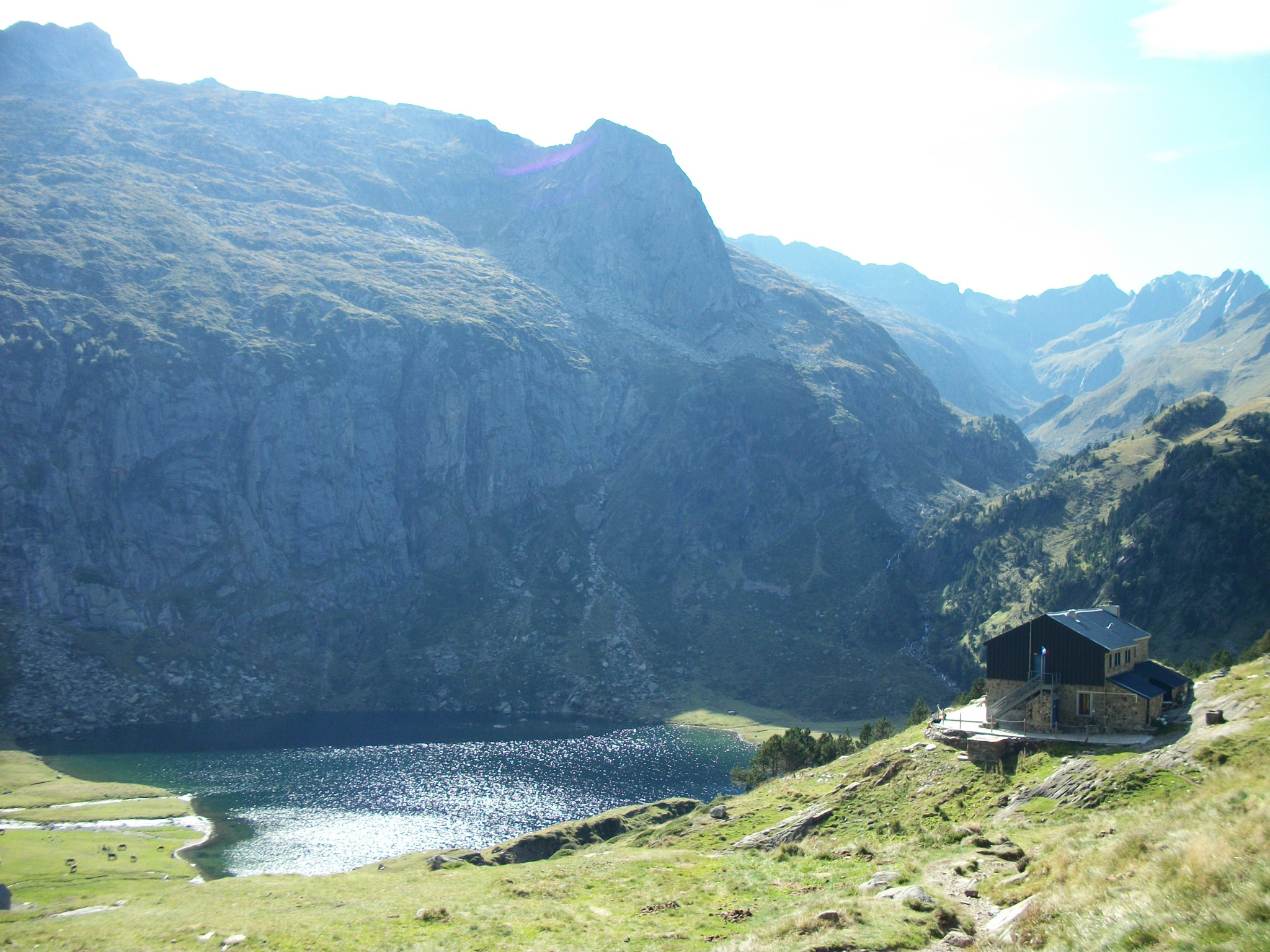
Le lac d'Espingo et le refuge

## Histoire

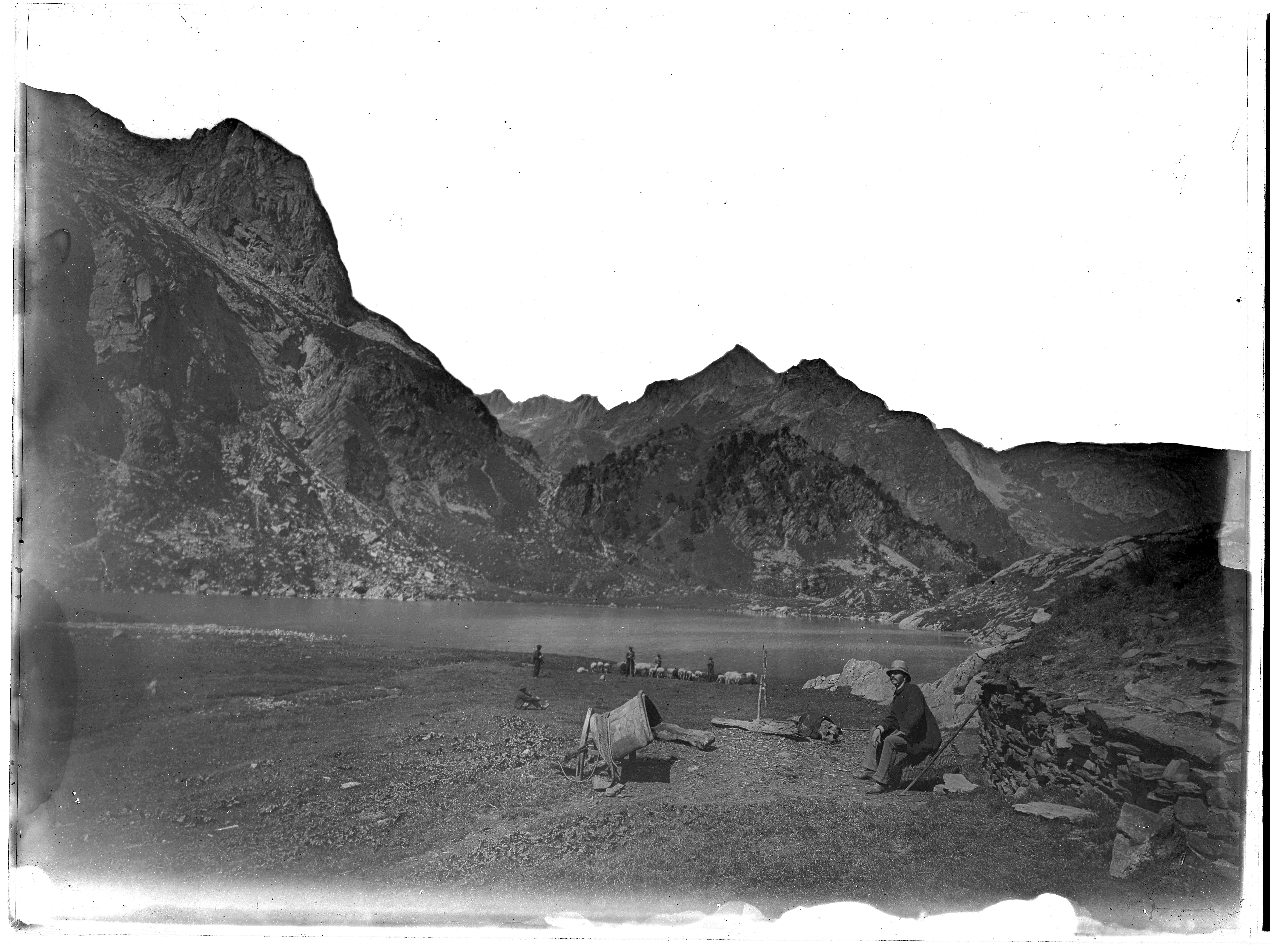
Lac d'Espingo au début du XXe siècle. Photographie d'Eugène Trutat conservée au musée d'histoire naturelle de Toulouse.

## Voies d'accès
Depuis l'auberge-refuge du lac d'Oô, prendre le GR10 qui suit la berge est du lac. Quitter le GR10 et pousser jusqu'au col d'Espingo. Le lac est au sud-ouest du col, environ 80 mètres plus bas.

## Protection environnementale
La zone Natura 2000 de la Haute vallée d'Oô est classée en zone spéciale de conservation (en référence à la Directive Habitats) depuis 2007, avec une superficie de 3 407 hectares, elle s'étend sur la commune d'Oô, dont le lac d'Espingo.